# Кунье (озеро)
Кунье (Кятялян-ярви) — озеро на Карельском перешейке в Выборгском районе Ленинградской области. Площадь поверхности — 1,9 км². Площадь водосборного бассейна — 387 км².

## Физико-географическая характеристика
Озеро Кунье расположено у поселка Гвардейское на высоте 8 метров над уровнем моря.
Южная часть узкая, но глубокая, северная напротив имеет большую ширину и малые глубины. На побережье преобладает смешанный лес с кустарником, южный берег покрыт сосновым бором. Берега озера в северной его части в основном низкие, отлогие, на юге — крутые и обрывистые. Здесь насчитывается 28 островов, заросших кустарником и лесом.
Озеро Кунье богато водной растительностью. Впадают в него две протоки: одна (река Талинйоки) из озера Соколиного, другая — из озера Медвежьего. Вытекает река Талинйоки в сторону озера Смирновского.
В водоеме обитают: лещ, плотва, линь, язь, щука, густера, судак, налим, ерш, красноперка, уклейка и карась..